# Polanica (rada miejska Bolechów)
Polanica (ukr. Поляниця) – wieś należąca do miasta na prawach rejonu Bolechów obwodu iwanofrankiwskiego. 
W II Rzeczypospolitej miejscowość była siedzibą gminy wiejskiej Polanica w powiecie dolińskim województwa stanisławowskiego. Miejscowość liczy 800 mieszkańców.
Opisane przez Jana Wagilewicza Boudy (Bałdy lub Bołdy) Polanickie znajdują się na obszarze pobliskiej wsi Bubniszcze i przez władze przemianowane zostały na Skały Dowbosza.